# Stanisław Romer
Stanisław Romer – polski ziemianin.

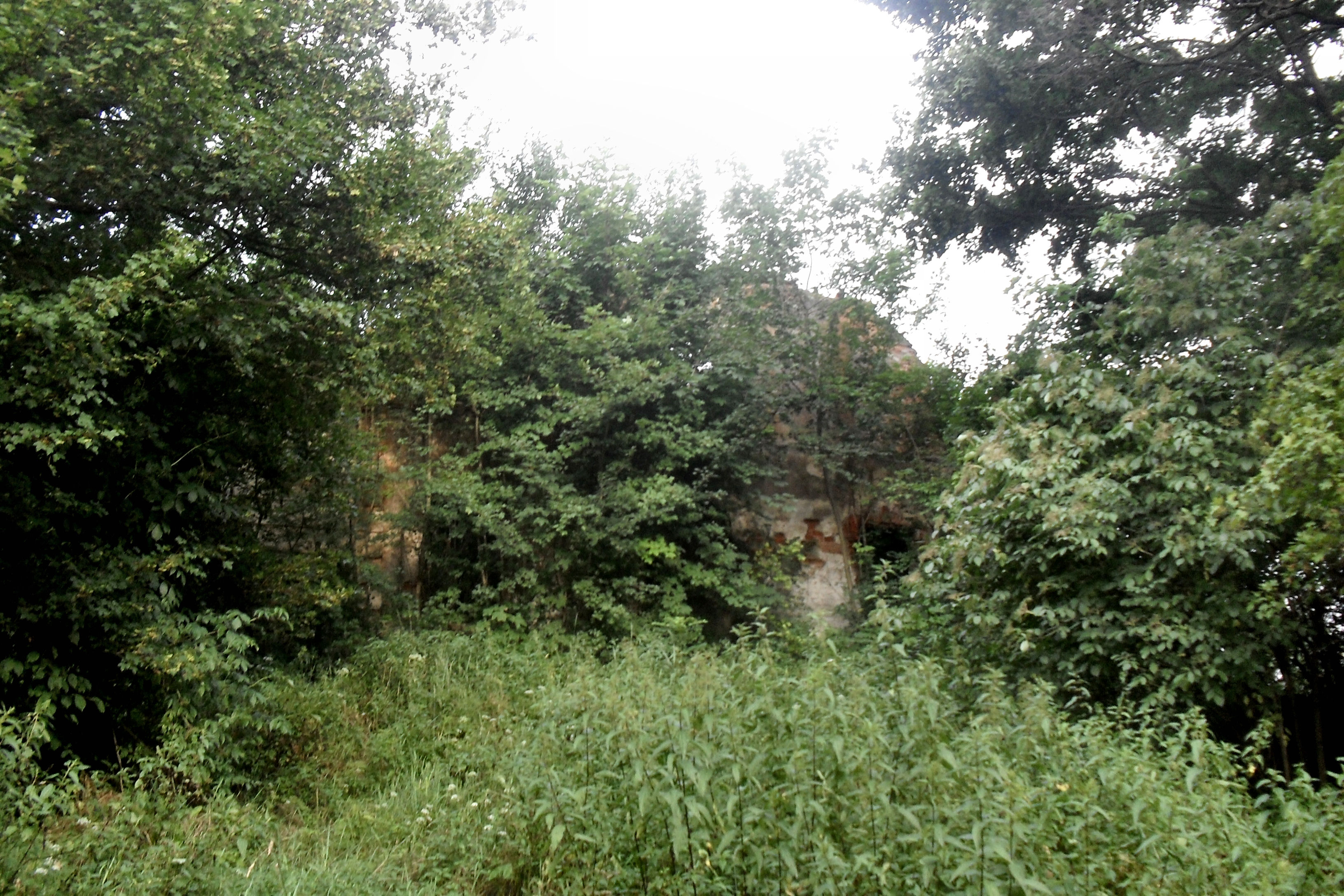
Pozostałości dworu w Bieździadce

Legitymował się tytułem hrabiego. W 2. połowie XIX wieku był właścicielem dóbr Bieździadka, Lublica. Przyczynił się do rozbudowy rodzinnego dworu w Bieździadce. Pełnił funkcję kolatora kościoła w sąsiedniej Bieździedzy. Jako posiadacz dóbr tabularnych był uprawiony do wyboru posła w ciele wyborczym posiadaczy większych majętności byłego obwodu tarnowskiego
Miał syna Stanisława, od 1885 męża artystki dramatycznej Stanisławy Eugenii Gostyńskiej.